# Премия Муз-ТВ 2013
11-я ежегодная национальная премия в области популярной музыки Муз-ТВ 2013 состоялась 7 июня 2013 года в спортивном комплексе «Олимпийский».
Ведущими шоу были Лера Кудрявцева, Максим Галкин, Яна Чурикова и Рома Жёлудь.
В новое десятилетие канал решил ввести церемонию в обновленном формате — живое исполнение и никакой фанеры. Это и стало одной из причин, почему в названии в этом году фигурировало слово «Перезагрузка».
В качестве хедлайнера премии выступил корейский рэп-исполнитель PSY. Также специальными гостями премии были Крейг Дэвид (не выступал), принимавший участие на церемонии 2011 года и украинская группа The Hardkiss, открывшая премию.

## Выступления
| Исполнитель               | Песня                   |
| ------------------------- | ----------------------- |
| The Hardkiss              | «Make Up»               |
| Макс Корж                 | «Небо поможет нам»      |
| Полина Гагарина           | «Нет»                   |
| Сергей Лазарев            | «Слёзы в моём сердце»   |
| Валерий Меладзе и Вахтанг | «Свет уходящего солнца» |
| Ани Лорак                 | «Зажигай сердце»        |
| Ёлка                      | «Тело офигело»          |
| Дима Билан                | «Лови мои цветные сны»  |
| Нюша                      | «Воспоминание»          |
| A'Studio                  | «Я искала тебя»         |
| Жанна Агузарова           | «Будь со мной»          |
| Иван Дорн                 | «Невоспитанный»         |
| PSY                       | «Gentleman»,            |
| PSY                       | «Gangnam Style»         |

## Номинации
| Прорыв года | Лучшая исполнительница |
| --- | --- |
| - A-Dessa - Elvira T - Влад Соколовский - Макс Корж - Полина Гагарина | - Ани Лорак - Вера Брежнева - Ева Польна - Ёлка - Нюша |
| Лучший исполнитель | Лучшее видео |
| - Grisha Urgant - Валерий Меладзе - Григорий Лепс - Дима Билан - Иван Дорн | - «Спектакль окончен» — Полина Гагарина - «Сочиняй мечты» — Каста - «Синими, жёлтыми, красными» — Иван Дорн - «Москва» — Винтаж и DJ Smash - «Разные» — Quest Pistols |
| Лучшая песня | Лучший альбом |
| - «Спектакль окончен» — Полина Гагарина - «Бигуди» — Иван Дорн - «Синими, жёлтыми, красными» — Иван Дорн - «Лондон» — Григорий Лепс и Тимати - «Воспоминание» — Нюша                                                                                      | - «Лазарев.» — Сергей Лазарев - «Co’N’Dorn» — Иван Дорн - «Зачем?» — 5sta Family - «Ясно!» — Влади - «Estrada» — Grisha Urgant                                        |
| Лучший дуэт | Лучшая поп-группа |
| - Вера Брежнева и DJ Smash — «Любовь на расстоянии» - Иракли и Даша Суворова — «Нелюбовь» - Валерий Меладзе и Вахтанг — «Свет уходящего солнца» - Винтаж и DJ Smash — «Москва» - Григорий Лепс и Тимати — «Лондон»                                        | - A'Studio - Бумбокс - Винтаж - Градусы - Дискотека Авария |
| Лучшая рок-группа | Лучший хип-хоп проект |
| - Звери - Мумий Тролль - Ленинград - Океан Эльзы - Би-2 | - Каста - Noize MC - ST - Джиган - Баста |
| Лучшее концертное шоу | |
| - Ёлка — «Точки расставлены» (СК Олимпийский) - Нюша — «Выбирать своё чудо!» (Crocus City Hall) - Радио Рекорд — «Супердискотека 90-х» (СК Олимпийский) - A'Studio — «25 лет» (ГЦКЗ «Россия») - Алла Пугачёва — «Рождественские встречи» (СК Олимпийский) | |

## Специальные призы
- За вклад в жизнь: Владимир Познер
- За вклад в развитие музыкальной индустрии: Жанна Агузарова[4]
- Мировой прорыв года: PSY

## Казусы церемонии
- В трансляции церемонии на телеканале «Ю» указано, что церемония идёт в прямом эфире, но на самом деле церемония шла с задержкой в 15-30 минут.
- Во время трансляции были проблемы со звуком в выступлениях артистов на сцене.
- Во время объявления победителя в номинации «Лучший исполнитель» Дима Билан не появился на сцене. Он вышел на сцену только спустя несколько минут и извинился за своё отсутствие.